# Neftali Teja
Neftali Teja Cisneros (Texcoco, 12 marzo 1991) è un ex calciatore messicano, di ruolo centrocampista.

## Caratteristiche tecniche
Giocatore duttile, agisce prevalentemente sulla fascia destra, dove può ricoprire tanto il ruolo di difensore quanto quello di centrocampista esterno.

## Carriera
Cresciuto nelle giovanili dei Pumas, il suo debutto nella Primera División messicana avviene il 24 luglio 2011, nella prima giornata del torneo di Apertura contro il San Luis (vittoria interna per 2-0), quando subentra al 68º minuto a Juan Francisco Palencia. Colleziona altre 6 presenze nel corso del campionato, tutte da subentrato, contro Monterrey, Cruz Azul, Toluca, América, Tigres (in cui fornisce l'assist per il 4-1 di Eduardo Herrera) ed Atlante.
Il 26 agosto 2011 ha modo di esordire da titolare nella Concachampions, nella partita pareggiata in trasferta 0-0 dai Pumas contro il Tauro Fútbol Club. Gioca anche tutte le altre partite della fase a gironi, meno quella di ritorno contro il Dallas.

## Statistiche

### Presenze e reti nei club
| Stagione  | Squadra | Campionato | Campionato | Campionato | Coppe nazionali | Coppe nazionali | Coppe nazionali | Coppe continentali | Coppe continentali | Coppe continentali | Totale | Totale |
| Stagione  | Squadra | Comp       | Pres       | Reti       | Comp            | Pres            | Reti            | Comp               | Pres               | Reti               | Pres   | Reti   |
| --------- | ------- | ---------- | ---------- | ---------- | --------------- | --------------- | --------------- | ------------------ | ------------------ | ------------------ | ------ | ------ |
| 2010-2011 | Pumas   | SD         | 3          | 0          | -               | -               | -               | SL                 | -                  | -                  | 3      | 0      |
| 2011-2012 | Pumas   | PD         | 7          | 0          | -               | -               | -               | CCL                | 5                  | 0                  | 12     | 0      |
| Totale    | Totale  | Totale     | 10         | 0          |                 |                 |                 |                    | 5                  | 0                  | 15     | 0      |